# Davor Dujmović
Davor Dujmović (ur. 20 września 1969 w Sarajewie, zm. 31 maja 1999 w Novo mesto) – aktor jugosłowiański znany z filmów Emira Kusturicy, takich jak:
- Ojciec w podróży służbowej – rola Mirzy
- Czas Cyganów – rola Perhana
- Underground – rola Baty

Urodził się w ubogiej rodzinie. Jego kariera aktorska zaczęła się przypadkowo, kiedy to w 1984 roku Emir Kusturica i jeden z jego dwóch asystentów, Miroslav Manić, natknęli się na młodego Davora w sarajewskiej kafanie niedaleko targowiska Markale. Dujmović był tam ze swoim ojcem, który miał na wspomnianym targu stoisko z żywnością. Kusturica poszukiwał aktorów do filmu Ojciec w podróży służbowej i czternastoletni Davor wydał mu się idealny do roli Mirzy (starszego syna w filmie).
Po sukcesie komercyjnym filmu oraz jego recenzjach Davor podjął próbę dostania się do szkoły filmowej, co jednak zakończyło się niepowodzeniem. Grał w filmowym debiucie asystenta Kusturicy Zlatko Lavanicia (Strategia Svrake), potem kontynuował współpracę z Kusturicą, który powierzył mu główną rolę w Czasie Cyganów. Kreacja postaci młodego Cygana o imieniu Perhan uczyniła z Davora jednego z najbardziej znanych aktorów w byłej Jugosławii. Równocześnie rozpoczął pracę w teatrze Mjeseceva predstava.
Zagrał m.in. w: Adam ledolomak, Aleksa Šantić, Belle epoque - Posljednji valcer u Sarajevu, Sarajevske priče, Prokleta je Amerika. W tym samym czasie został również członkiem obsady trzeciej serii jugosłowiańskiego telewizyjnego show Top lista nadrealista, emitowanego był w 1991.